# Huangze (köpinghuvudort i Kina, Zhejiang Sheng, lat 29,58, long 120,92)
Huangze (kinesiska: 黄泽, 黄泽镇) är en köpinghuvudort i Kina. Den ligger i provinsen Zhejiang, i den östra delen av landet, omkring 100 kilometer sydost om provinshuvudstaden Hangzhou. Antalet invånare är 39 927. Befolkningen består av 19 481 kvinnor och 20 446 män. Barn under 15 år utgör 12,0 %, vuxna 15-64 år 75 %, och äldre över 65 år 11,0 %.
Runt Huangze är det tätbefolkat, med 343 invånare per kvadratkilometer. Närmaste större samhälle är Xinchang Chengguanzhen, 8,5 km söder om Huangze. Trakten runt Huangze består till största delen av jordbruksmark.
Genomsnittlig årsnederbörd är 2 022 millimeter. Den regnigaste månaden är juni, med i genomsnitt 356 mm nederbörd, och den torraste är januari, med 72 mm nederbörd.